# فوربس (مینه‌سوتا)
فوربس (به انگلیسی: Forbes) یک منطقهٔ مسکونی در ایالات متحده آمریکا است که در شهرستان سنت لوئیس، مینه‌سوتا واقع شده‌است. فوربس ۳۰ نفر جمعیت دارد و ۴۱۰٫۸۸ متر بالاتر از سطح دریا واقع شده‌است.